# Rubus ursinus
Rubus ursinus és una espècie del gènere de l'esbarzer nativa de l'oest d'Amèrica del Nord, en anglès rep els noms comuns de California blackberry/dewberry i Pacific blackberry/dewberry. Les seves branques tenen punxes. Quan està florit es distingeix d'altres esbarzers pel fet de tenir els pètals més estrets. És dioic. Els fruits són comestibles, dolços i molt aromàtics de color porpra fosc a negres i d'un 2 cm de llargada. Una teoria diu que aquesta espècie és l'ancestre del 'Loganberry', i un parent del 'Boysenberry'.
Comercialment es considera com un superfruit.